# Metopium toxiferum
Metopium toxiferum (También conocido como ''chechén'')es una especie de árbol de zumaque perteneciente a la familia Anacardiaceae, que es originario de los neotrópicos.

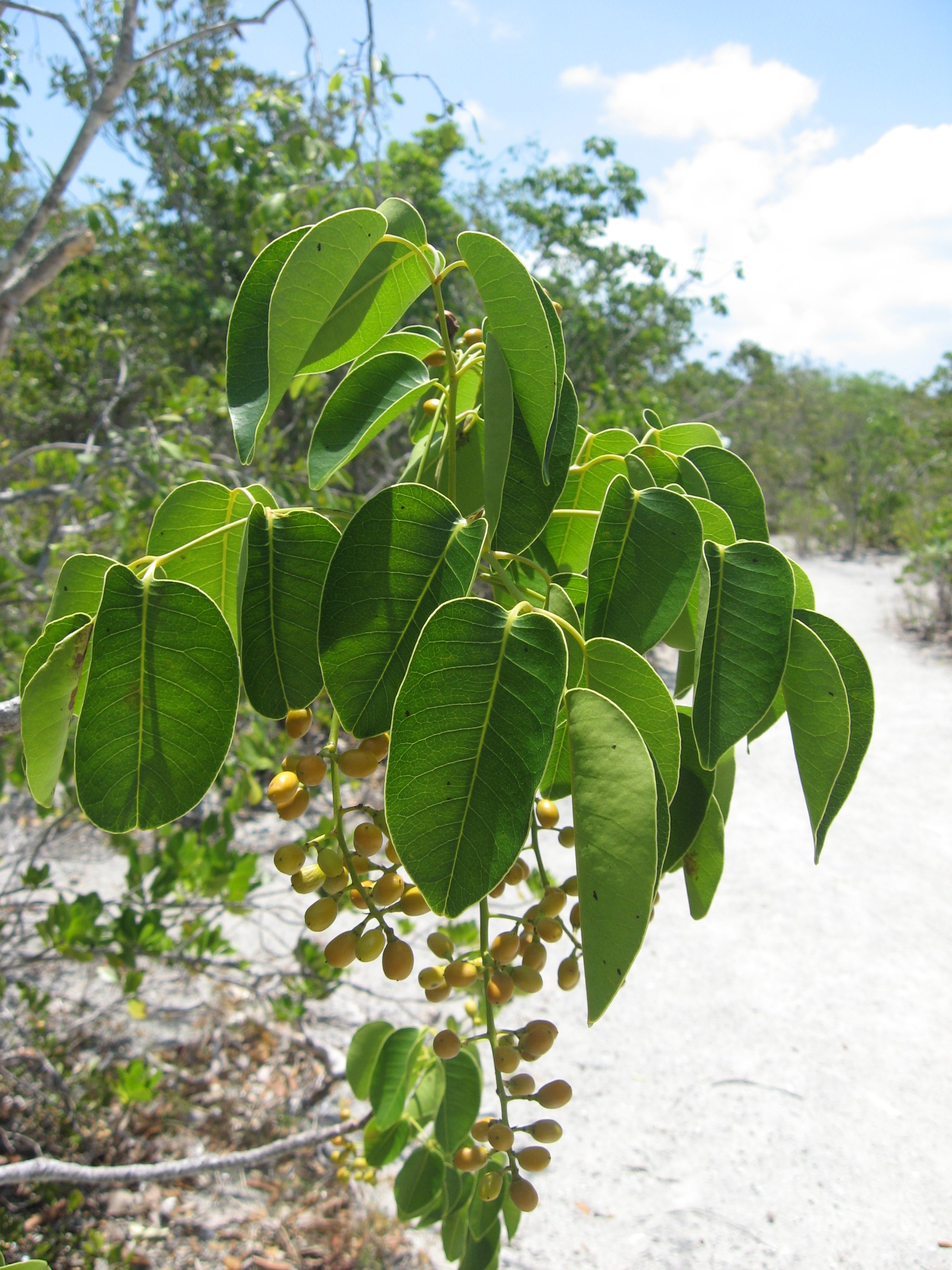
Detalle

## Descripción
Produce el irritante urushiol al igual que sus familiares cercanos los zumaques venenosos y el roble venenoso. Se relaciona con Metopium brownei.

## Distribución y hábitat
Este árbol crece en abundancia en los Cayos de la Florida y también se pueden encontrar en los diversos ecosistemas del sur de Florida. Su área de distribución se extiende desde Florida y las Bahamas al sur a través de las Antillas.

## Taxonomía
Metopium toxiferum fue descrita por (L.) Krug & Urb. y publicado en Botanische Jahrbücher für Systematik, Pflanzengeschichte und Pflanzengeographie 21(5): 612. 1896.